# Люберецкий городской дворец культуры
Люберецкий дворец культуры (ЛДК) — учреждение культуры, расположенное в центре Люберец, по адресу Октябрьский проспект, 200, граничит с городским парком. Здание построено во второй половине XX века.

## История
В 1986 году во дворце состоялся первый в стране всесоюзный турнир по культуризму, вызвавший большой ажиотаж в СМИ
Традиционный танцевальный фестиваль «Ах ты, удаль люберецкая» проводится во дворце ежегодно.
В 2007 году во Дворец проводились состязания силовых атлетов «Стопудовый жим».
В 2008 году городскими властями планировалась реконструкция дворца
По состоянию на май 2021 года, дворец имеет четыре действующих коллектива, обладающих званием «народный» — академический хор «Хорал», , хореографические ансамбли «Россия»,карусель и ФЛЕШ.
По данным на 2014 год, директор дворца — Филонов Николай Александрович. По состоянию на 2025 год, директор дворца — Бурцева Наталья Павловна 

## Выступления Владимира Высоцкого
Актёр и музыкант Владимир Высоцкий неоднократно выступал во дворце. Два концерта прошли в 1974 году. Артист выходил на сцену в чёрном свитере поверх белой рубашки и, в отличие от других артистов, никогда не делал перерывов в выступлении, обходился без конферансье. Перед одним из концертов произошёл забавный эпизод: перед зданием собралась толпа людей, желавших попасть в зал, одна из сотрудниц дворца услыхала: «Пропустите! Я Высоцкий», —"Да здесь каждый скажет, что он Высоцкий!" — отвечали Высоцкому, но в конце-концов пропустили.
3 июля 1980 года во дворце состоялось одно из его последних прижизненных выступлений. По данным газеты «Люберецкая правда» (статья «Струна» в номере от 7.11.1990 г.), перед Высоцким выступил артист Леонид Филатов, прочитав отрывок из своей сказки «Про Федота-стрельца, удалого молодца». По воспоминаниям заведующей методическим кабинетом дворца Светланы Кушнаревой:
Выглядел Высоцкий плохо: серый, больной. Но не подвел, приехал. Хотя сказал, что неважно себя чувствует. На сцене же держался бодро, пел не полтора, а два часа. Выступление просил не записывать, но так как звучали новые песни, я велела записать
В 70-х годах в ДК работал мастер — Александр Викторович Шуляковский, сделавший Высоцкому несколько гитар.

## Люберецкий эстрадный оркестр
Существовал с середины 1960-х годов до конца 1990-х годов. Создателем его стал трубач Юрий Завражин, ранее выступавший в известных советских оркестрах Эдди Рознера и Бориса Ренского, в 1967 году оркестр был признан лучшим в Московской области. Носил звание «народный коллектив». С оркестром начинал свои первые выступления артист Московского театра оперетты, Леонид Серебренников, известный по песням в советском кино: «Песня Волшебника» в «Обыкновенном чуде», песни из кинофильмов «Рожденная революцией», «Мария, Мирабелла»,
В качестве вокалиста с оркестром выступал будущий солист группы «Любэ» Николай Расторгуев, в то время он обладал высоким тембром голоса и исполнял хиты группы The Beatles.

## Танцевальная площадка
В 1970-е годы площадка Дворца культуры, расположенная по соседству в парке была одним из центров, привлекавшая поклонников рок-музыки столичного региона. Там выступали будущие звёзды эстрады и поп-музыки Александр Барыкин, Николай Расторгуев («Любэ»), Григорий Безуглый (группа «Круиз») . В 1980-х годах проводили вечеринки поклонники панк-музыки. Там же начинал играть на раннем этапе своей музыкальной карьеры единственный джазовый аккордеонист в России, пианист оркестра Олега Лундстрема Владимир Данилин

## Школа тяжелой атлетики
На первом этаже дворца с 1970-х годов располагается  СДЮШОР по тяжелой атлетике. В СМИ высказываются предположения, что её ученики пополняли ряды неформального движения люберов